# YOGTZE-Fall
Der „YOGTZE-Fall“ (auch „BAB-Rätsel“ genannt) bezeichnet den Tod eines 34-jährigen Mannes aus dem Siegerland am 26. Oktober 1984, der aufgrund seiner vermeintlich mysteriösen Details lange Zeit als sehr rätselhaft galt. In Zusammenarbeit mit der ermittelnden Kripo Hagen strahlte das ZDF im Rahmen der Fernsehserie Aktenzeichen XY am 12. April 1985 einen Filmbeitrag über den Fall aus. Seit April 2025 gilt der Fall seitens Polizei und Staatsanwaltschaft als gelöst und geschlossen.

## Falldarstellung (gemäß XY)

### Hintergrund

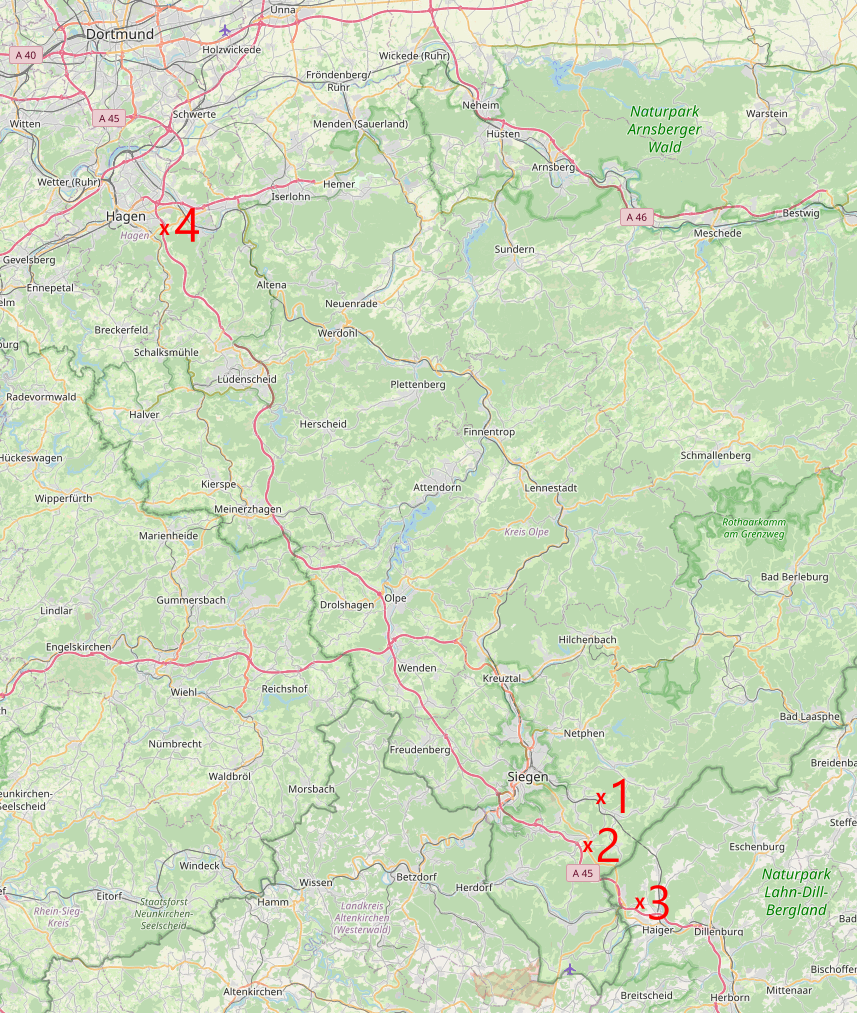
1 – Wohnort des Opfers (Anzhausen), 2 – die Kneipe „Papillon“ in Wilnsdorf, 3 – Wohnort der Eltern in Haigerseelbach, 4 – Autobahnabfahrt „Hagen Süd“, wo das verunglückte Auto gefunden wurde

Günter Stoll, ein arbeitsloser Lebensmitteltechniker aus Anzhausen, fühlte sich 1984 bereits über einen längeren Zeitraum verfolgt. Ohne weitere Präzisierungen sprach er des Öfteren von „denen“, die ihm etwas antun wollten.
Am 25. Oktober 1984 saß er kurz vor 23 Uhr in Anwesenheit seiner Ehefrau etwas apathisch in einem Sessel des gemeinsamen Schlafzimmers. Plötzlich rief er: „Jetzt geht mir ein Licht auf!“ und schrieb nach Angaben seiner Frau die sechs Buchstaben „YOG’TZE“ auf einen Zettel und strich sie anschließend wieder durch.
Anschließend begab sich Stoll zu seiner Lieblingskneipe in Wilnsdorf. Er bestellte ein Bier, fiel dann aber ohne vorherige Anzeichen rückwärts von seinem Barhocker, wobei er sich eine Gesichtsverletzung zuzog. Er schien zu diesem Zeitpunkt nicht alkoholisiert. Gegenüber dem Wirt und Gästen, die ihm aufhalfen, erklärte er, er sei „plötzlich weg“ gewesen.
Kurz nach dem Vorfall verließ Stoll das Lokal und fuhr mit seinem blauen VW Golf I weiter. Sein Verbleib in den darauffolgenden zwei Stunden ist unbekannt. Um 1 Uhr morgens erschien Stoll in Haigerseelbach, wo er aufgewachsen war, bei einer ihm seit seiner Kindheit gut bekannten alten Dame, die als sehr religiös galt und in direkter Nachbarschaft seines Elternhauses wohnte. Stoll drängte ihr ein Gespräch auf und sagte ein „fürchterliches Ereignis“ für diese Nacht voraus. Aufgrund der nächtlichen Stunde wies sie den verwirrt wirkenden Mann jedoch ab. Die Frau sagte später aus, sie habe Stoll den Rat gegeben, sein nahegelegenes Elternhaus aufzusuchen, was er jedoch mit den Worten abgelehnt habe, dort werde man sein Anliegen nicht verstehen. Auf den weiteren Rat, zu seiner Ehefrau nach Anzhausen zurückzufahren, habe er dann erwidert, dass sie wohl recht habe und er ihren Rat beherzigen wolle. Anschließend verlor sich seine Spur jedoch erneut für rund zwei Stunden.

### Fund
Um 3 Uhr morgens entdeckten zwei Lkw-Fahrer den verunfallten VW Golf Günter Stolls in einem Graben der A 45 kurz vor der Ausfahrt Hagen-Süd, etwa 100 Kilometer von Haigerseelbach entfernt. Beide sagten unabhängig voneinander aus, sie hätten eine mit einer hellen Jacke bekleidete Person um den Wagen herumlaufen sehen, die sie für verletzt gehalten hätten. Sie hielten und riefen von einer Notrufsäule aus die Polizei. In dem Wagen lag, vollkommen nackt, der schwerverletzte Günter Stoll, der noch bei getrübtem Bewusstsein war. Andere Personen trafen sie nicht an. Stoll berichtete den Männern, es seien vier weitere männliche Personen im Wagen gewesen, die „abgehauen“ seien. Die Frage, ob es sich um Freunde gehandelt habe, verneinte er. Stoll starb noch auf dem Weg ins allgemeine Krankenhaus (im Volksmund AKH) Hagen.

## YOGTZE-Zettel
Der Zettel, auf dem Günter Stoll die Buchstabenkombination geschrieben haben soll, konnte nicht sichergestellt werden. Die Ehefrau hatte ihren Angaben zufolge den Zettel in der Todesnacht weggeworfen. Außerdem hat die Witwe des Opfers erst ein halbes Jahr nach der Tat von der Zeichenkombination erzählt. Die Polizei weiß nicht einmal mit Sicherheit, ob „YOGTZE“ überhaupt „YOGTZE“ bedeuten soll. Sie fand lediglich heraus, dass ein solches Wort in keiner Sprache der Welt existiert.
Während der damaligen Aktenzeichen-XY-Sendung meldeten sich mehrere Funkamateure, die übereinstimmend angaben, dass es sich dabei um ein rumänisches Funkrufzeichen gehandelt haben könnte, wenn man den Buchstaben G als Ziffer 6 liest.
Im Zuge der Aufklärung des Falles teilte die Hagener Polizei mit, dass YOGTZE bzw. YO6TZE für den Geschehensablauf bzw. die Todesursache irrelevant sei.

## Ermittlungen und Hinweise
Nach ersten Ermittlungen ging man davon aus, dass die tödlichen Verletzungen des Opfers nicht durch den Unfall verursacht wurden, sondern Stoll an einem anderen Ort von einem Fahrzeug überfahren, daraufhin auf den Beifahrersitz seines VW Golfs gesetzt und zum Fundort gefahren wurde. Man nahm an, Stoll sei zu dem Zeitpunkt, als er angefahren wurde, bereits unbekleidet gewesen. Die Beschädigungen an seinem Wagen entstanden – anders als seine Verletzungen – hingegen am Fundort. Wo, unter welchen Umständen und von wem Stoll überfahren worden hätte sein können, konnte allerdings nicht ermittelt werden.
Mehrere Autofahrer berichteten nach Bekanntwerden des Falls von einem Anhalter, den sie nachts an der Auffahrt Hagen-Süd in Richtung Frankfurt gesehen haben wollen. Die Suche nach dieser Person blieb jedoch ebenso erfolglos wie die Suche nach der Person, die die beiden Lkw-Fahrer im Vorbeifahren am Fundort gesehen haben wollen. Auch Hinweise auf etwaige Kontakte mit Personen aus dem Rauschgiftmilieu, die Stoll während mehrerer Urlaubsaufenthalte in den Niederlanden geknüpft haben soll, führten zu keinen entscheidenden Erkenntnissen.
In der Zeitschrift Stern stand noch 2017 über den Fall, er bleibe „einer der mysteriösesten ungeklärten Todesfälle Deutschlands“ und werde auch in Zukunft, da Mord nicht verjähre, „turnusmäßig immer wieder hervorgeholt“.

## Akte geschlossen
Am 3. April 2025 meldeten Polizei und Staatsanwaltschaft, dass der Fall nun als gelöst betrachtet werde. Die Untersuchung und Auswertung aller Spuren, sowie neue Ermittlungen und ein weiteres Gutachten hätten ergeben, dass doch ein Unfall ohne Fremdverschulden plausibel sei.
Stoll sei schon seit einiger Zeit depressiv gewesen und habe sich am Tag des Unfalls in einem psychischen Ausnahmezustand befunden. Dafür spricht auch sein auffälliges Verhalten. Ebenso könne damit erklärt werden, warum er unbekleidet war.
Das Opfer sei sehr wahrscheinlich von der Fahrbahn der Autobahn abgekommen und anschließend ungebremst mit seinem Fahrzeug eine Böschung hinab- und gegen einen Baum gefahren. Da Stoll nicht angeschnallt war, sei er durch den Aufprall auf den Beifahrersitz geschleudert und dort aufgefunden worden. Weitere Beteiligte hätte es nicht gegeben, im Wagen sei keine fremde DNA gefunden worden.
Sämtliche Verletzungen passten nicht zu einem Überrollen, sondern vielmehr zu einer Kollision. Den ominösen Zettel habe es vielleicht nie gegeben, eine Bedeutung für den Fall sei fraglich.